# Каразин, Василий Назарович
Васи́лий Наза́рович Кара́зин (30 января [10 февраля] 1773, Слободско-Украинская губерния — 4 [16] ноября 1842, Николаев, Херсонская губерния) — государственный и общественный деятель Российской империи, учёный-просветитель и инженер, инициатор учреждения императорских Харьковского университета и Министерства народного просвещения.

## Биография
Родился 30 января (10 февраля)  1773 года. Его отец — полковник Назар Александрович Каразин, отличившийся в турецких войнах, которому Екатерина II в награду за службу пожаловала имения в Московской и Слободско-Украинской губерниях, в том числе и поместье Кручик в Краснокутском комиссариатстве Слободско-Украинской губернии, где и родился Василий Каразин. Каразины происходили от дворянского рода Караджи, представители которого переселились в Россию при Петре I. Точное происхождение этого рода неизвестно, существуют гипотезы о его болгарском, сербском, либо греческом происхождении. Болгарская версия происхождения Каразина является наиболее доказанной в документальном отношении. Григорий Караджи, прадед Василия Назаровича, был архиепископом Софии, а его сын Александр Григорьевич, дед Василия Назаровича, умер капитаном русской гвардии.
Василий получал образование в частных пансионах Кременчуга и Харькова. С десяти лет был записан в Кирасирский Военного ордена полк, затем числился в Лейб-гвардии Семёновском полку. Формально состоя в военной службе, посещал лекции в Горном корпусе в Санкт-Петербурге, где и приобрёл многие сведения в точных науках, которые ещё увеличил самообразованием. Желал продолжить своё образование за границей, но не получил на это разрешения и в 1798 году попытался тайно уехать из России. Был задержан под Ковно при переправе через Неман. Через князя Вяземского отправил императору Павлу письмо с разъяснением мотивов своих действий; был прощён и после личного представления императору в 1800 году принят на гражданскую службу в канцелярию государственного казначейства и главного медицинской коллегии директора барона А. И. Васильева.
Немедленно по восшествии на престол Александра I в 1801 году Каразин написал анонимное письмо, содержавшее программу царствования в духе доверия к общественному мнению. Император велел разыскать автора, обласкал его и позволил обращаться к нему по общественным делам. В этом письме, равно как и в последующих своих политических записках, представленных Александру I и Николаю Павловичу, Каразин выступает страстным поборником общественного самоуправления и народного просвещения. Пользовался доверием Александра I недолго, немногим более 3 лет.
«Государь, по словам Аделунга и Эйнбродта, чрезвычайно внимателен к людям возвышенных чувств и в тех лицах, которыми себя окружает, не терпит ничего неблагородного и особенно неблагодарности, хотя и снисходит к их слабостям по человечеству. Василий Назарьевич Каразин, очень умный человек, назначенный государем в статс-секретари по рекомендации Николая Николаевича Новосильцева, потерял доверенность государя и впал в немилость только потому, что осмелился при докладе опорочивать действия покровителя своего, Новосильцева, по какому-то делу, не объяснившись с ним предварительно».
Каразину принадлежит идея об особом Министерстве народного просвещения. В этом же министерстве после его создания в 1802 году он играл видную роль в качестве правителя дел Главного правления училищ. Им, главным образом, начертаны «правила народного образования», им составлялись проекты университетских и академических уставов; им был создан специальный орган министерства — «Ежемесячные сочинения об успехах народного просвещения».
Василий Каразин был одним из инициаторов основания Харьковского университета. К мысли об основании он склонил местное дворянство, которое пожертвовало для этого 400 тысяч рублей. Другие пожертвования (купечества и граждан, екатеринославского дворянства и т. п.) получены были также благодаря влиянию Каразина.

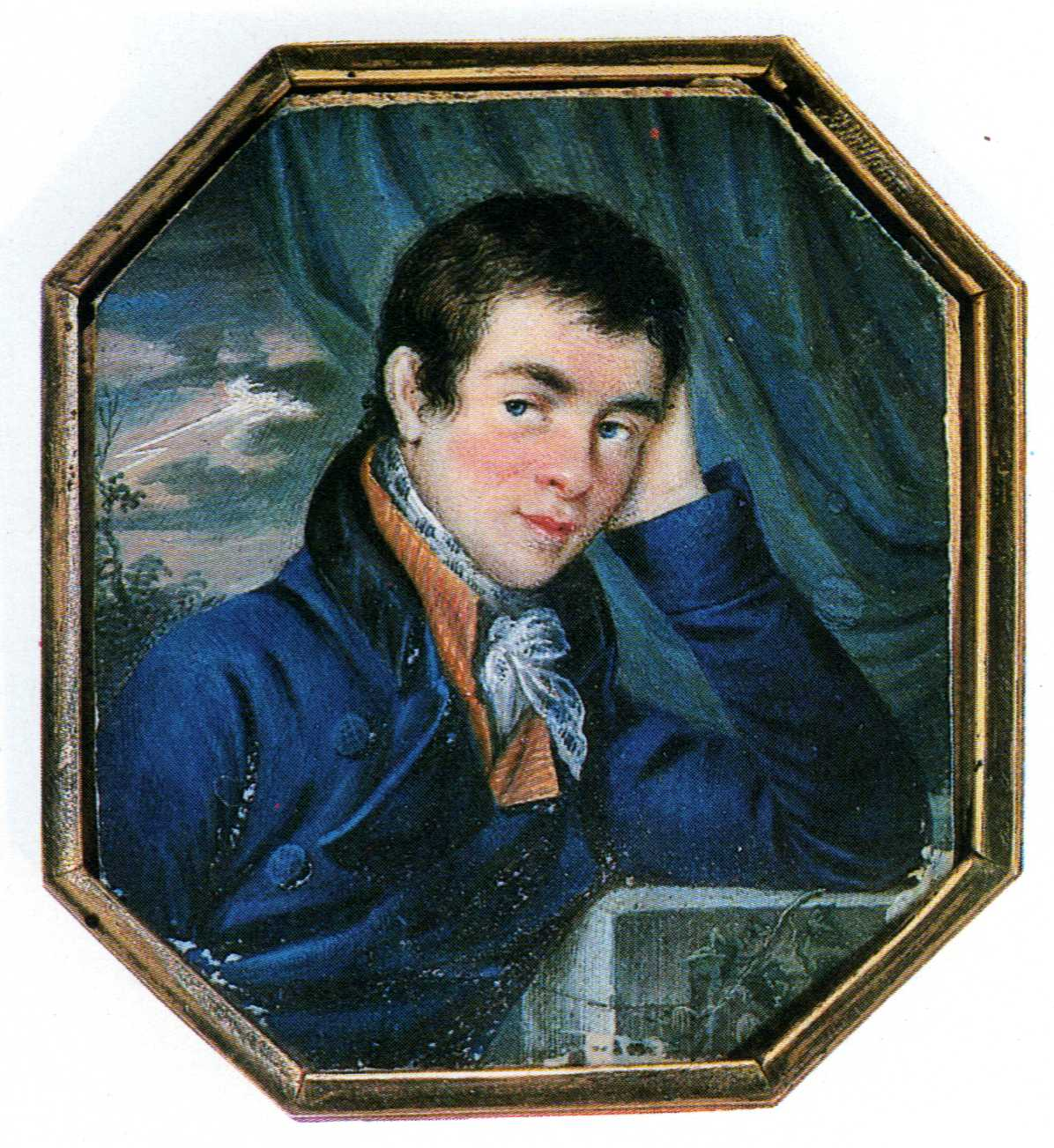
В. Н. Каразин.
Портрет 1803 года

Но после отъезда Каразина в Харьков по университетским делам одно из его распоряжений (о выписке в Харьков для университетских нужд различных мастеров) было истолковано как превышение власти, и 13 августа 1804 года Каразин был отправлен в отставку с награждением чином статского советника.
После отставки с 1804 года Каразин жил в своём имении Кручик, где занимался сельским хозяйством и наукой. Там у него была химическая лаборатория и метеорологическая станция (1-я в Харьковской губернии), где он лично вёл наблюдения в продолжение нескольких десятков лет. Тут же было и опытное поле, на котором сеялись различные иностранные сорта хлеба, производились опыты унавоживания почвы, возводились новые сельскохозяйственные постройки и применялись изобретённые им орудия. Тут же была и большая библиотека, народная школа, учреждённая им сельская дума, предоставлявшая самоуправление его крепостным крестьянам: эти последние получили от него за оброк в наследственное владение земли, а для урегулирования их отношений к священнику создано было им особое положение, в силу которого священнослужители обеспечивались содержанием и не должны были брать с крестьян никакой платы за требы.
В 1808 году составил и направил императору Александру I записку о невмешательстве России в дела Европы, которая содержала идеи международной самоизоляции империи.
Для распространения новых сельскохозяйственных приёмов и модернизации сельского хозяйства в южных губерниях Российской империи, он учредил «Филотехническое общество», которое просуществовало до 1818 года; его членами были в разное время около 100 человек (дворяне Слободско-Украинской, Херсонской, Таврической и других губерний).
В 1820 году по подозрению в подстрекательстве к бунту Преображенского полка во время «Семёновской истории» Каразин был заключен в Шлиссельбургской крепости. После шестимесячного заключения, жил под надзором полиции в своем имении Кручик. В 1826 году ему было позволено выезжать в Москву.
Был членом Московского общества испытателей природы (не позднее 1817), Общества любителей российской словесности (1818), Вольного общества любителей российской словесности (1819, вице-президент), Общества истории и древностей российских (1829).
Осенью 1842 года он путешествовал по Крыму, обдумывая свой план улучшить виноделие; сильно простудился и едва добравшись до Николаева, где служил его сын Ф. В. Каразин, умер 4 (16) ноября 1842 года; там же и был похоронен.

## Научные исследования
Каразину принадлежит свыше 60 статей, напечатанных в различных журналах: «Вестнике Европы», «Украинском вестнике», «Харьковских губернских ведомостях» и других. Наиболее выдающиеся его труды — статьи по метеорологии, но в длинном ряде разнообразных его сочинений можно найти трактаты по химии, минералогии, медицине, технологии, статистике, торговому делу, истории, педагогике: «О целебной воде в дачах над Орелью»; «О древностях слободско-украинской губернии»; «О харьковских древностях»; «Взгляд на украинскую старину»; «О воспитании женского пола в низших состояниях» ; «О химических превращениях»; «Каталог славяно-российских рукописей профессора Баузе»; «Подробная таблица обстоятельств народонаселения в слободско-украинской губернии…»; «О торге за границу хлебными спиртами»; «О значении Харькова для полуденной России» и другие.
В своих работах он обращал внимание на общую историю и историю отдельных стран, историю России и отдельных её областей. Основное внимание в своей научной деятельности он уделял сельскому хозяйству, считая его экономической основой России. Он выращивал и создавал новые сорта хлебных культур, а также риса, осуществлял исследования по удобрению почв, рационализировал разные устройства для лучшего просушивания хлеба, улучшил так называемый китайский молотильный станок. Проводил эксперименты над минералами-красителями и травами в результате изобрёл новые красители. Вместе с Алфёровым разработал простой способ изготовления высококачественного цемента. Значительных успехов он добился в изготовлении концентратов и улучшении качества некоторых продовольственных продуктов, сделал свой вклад в сфере консервирования и сохранения плодов. им была разработана технология просушивания плодов теплом водяного пара, благодаря которой просушенный плоды оставались чистыми, вкусными и долго сохраняли свежий запах. Организовал в своём имении метеорологическую станцию, проводил опыты в области химии, использования атмосферного электричества (энергии грозы).

## Семья
Первая жена, Домна Ивановна (родилась в 1782 году, свадьба состоялась в феврале 1796 года) умерла при родах. Вторая жена — Александра Васильевна, в девичестве Бланкеннагель (Мухина).
Во втором браке у Каразина было восемь детей:
- Пелагея (1806—?).
- Василий (1807—1847 г.). Окончил физико-математический факультет Харьковского университета, школу подпрапорщиков, служил в крепости русского военного флота в Свеаборге, участвовал в 11 сражениях и стычках Русско-турецкой войны 1828—1829 гг.. Будучи в отставке, переводил русских поэтов на французский язык. Умер бездетным.
- Егор (Георгий) (1809—?). Прапорщик лейб-гвардии Семёновского полка.
- Филадельф (1810—1878 г.). Окончил словесное отделение философского факультета Харьковского университета. Служил в коллегии иностранных дел, затем (1837—1853, Николаев) в штабе Черноморского флота в качестве чиновника особых поручений и заведующего походной канцелярией при командующем Черноморским флотом адмирале М. П. Лазареве, в 1854—1862 — в Министерстве государственных имуществ, с 1862 в МВД; в отставку вышел действительным статским советником. Похоронен в Санкт-Петербурге. Был женат на дочери контр-адмирала Цаца Евгении. Биограф В. Н. Каразина.
- Александр (1814—1837 или 1839). Окончил Харьковский университет.
- Николай (1816—1874 г.). Служил в армии, ушёл в отставку в чине штабс-ротмистра (1842). Отец шестерых детей, в том числе художника Н. Н. Каразина
- Феодосия (1819—?)
- Валериан (1823—?)

## Оценки
Личность и поведение В. Н. Каразина (как и причина его увольнения в 1804 году из Министерства народного просвещения, где он играл видную роль) остаются до сих пор не вполне выясненными. С одной стороны, он прослыл пылкой и благородной личностью и удостоился высокой оценки Герцена в статье «Император Александр I и В. Н. Каразин», опубликованной в 1862 году в «Полярной звезде»; украинские историки (он был харьковским помещиком и основателем Харьковского университета) считали его одним из самых передовых деятелей александровской эпохи, особенно в отношении крестьянского вопроса. С другой стороны, еще А. Ф. Воейков в своей сатире «Дом сумасшедших» написал о Каразине.
Вот в передней раб писатель

Каразин — хамелеон, 

Земледел, законодатель…

Взглянем, что марает он? 

Песнь свободе, деспотизму,

Брань и лесть властям земным,

Гимн хвалебный атеизму

И акафист всем святым!
Это подтвердилось найденными впоследствии архивными материалами: в 1820 году Каразин писал В. П. Кочубею доносы на Пушкина (они повлияли на решение выслать Пушкина из Петербурга) и на других «дворянских вольнодумцев».

## Память

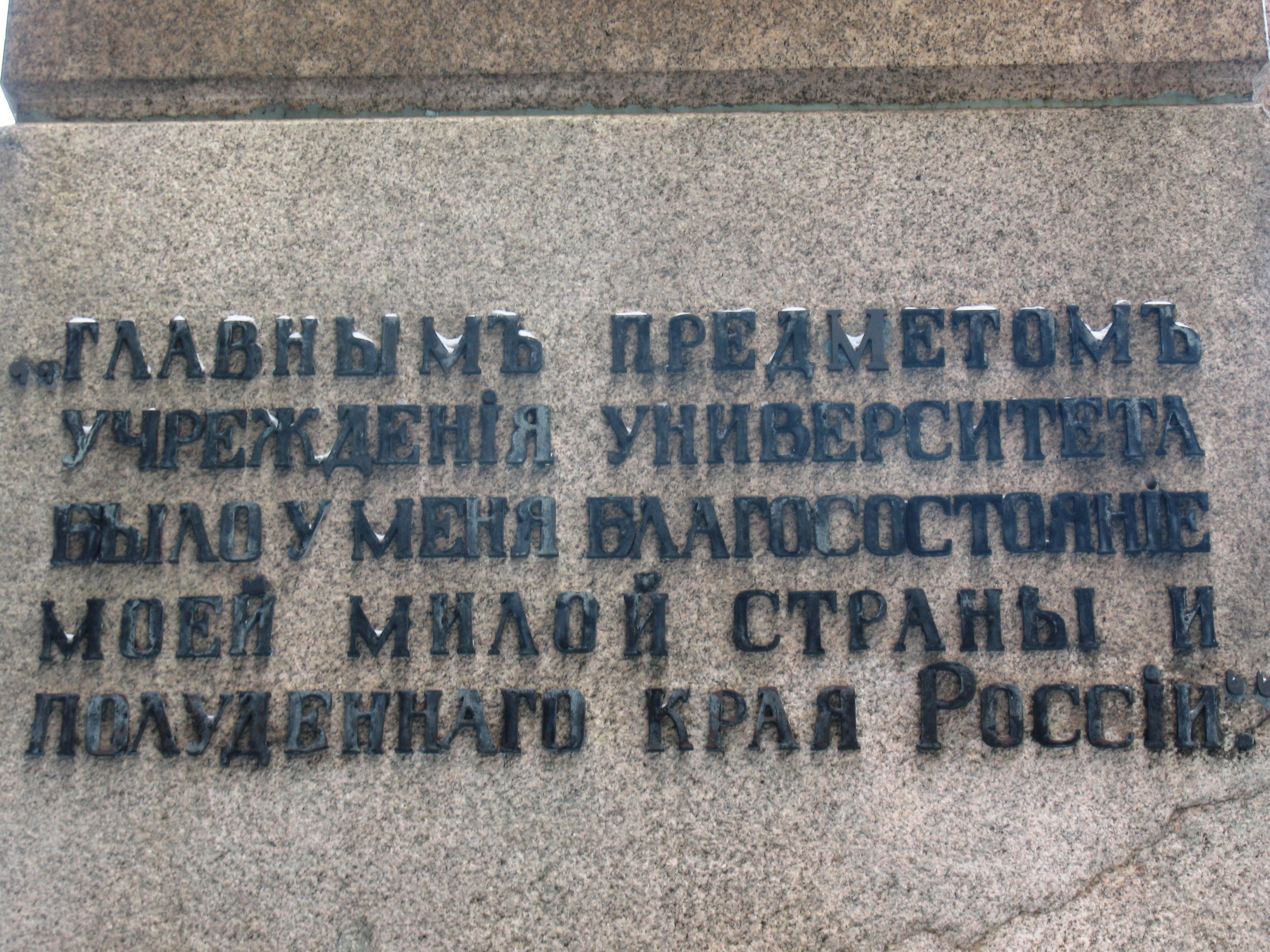
Надпись на постаменте памятника Каразину, Харьков: «Главным предметом учреждения университета было у меня благосостояние моей милой страны и полуденнаго края России»

Мемориальная доска в Харькове

- В честь Каразина названа улица в Харькове[14].
- Его имя носит Харьковский национальный университет с 1999 года.
- В 1905 году Каразину в Харькове установлен памятник (переносившийся с места на место 5 раз).
- Памятник Каразину в селе Кручик.
- Площадь и улица Каразина в Богодухове.
- Гранитная мемориальная доска с профилем молодого Каразина (гимназии № 1 Богодухова, открыта 15.01.2013).